# Bandusia erythrostena
Bandusia erythrostena är en insektsart som först beskrevs av Walker 1851.  Bandusia erythrostena ingår i släktet Bandusia och familjen spottstritar. Inga underarter finns listade i Catalogue of Life.